# Tàxon infraespecífic
Un nom infraespecífic en botànica, és el nom científic per a qualsevol tàxon per sota de la categoria taxonòmica d'espècie, és a dir un tàxon infraespecífic. El nom científic de les plantes (i d'alguns altres grups) estan regulats per International Code of Nomenclature for algae, fungi, and plants (ICN, anteriorment el International Code of Botanical Nomenclature, ICBN). Aquest especifica un nom en tres parts per a tàxons infraespecífics a més d'un terme de connexió per a indicar la categoria del nom. Un exemple d'això és Astrophytum myriostigma subvar. glabrum, el nom d'una subvarietat de l'espècie Astrophytum myriostigma (cactus de barret de bisbe).
Els noms per sota de la categoria d'espècies de varietats de plantes cultivades i animals domesticats estan regulats per diferents codis de nomenclatura i es formen d'una manera un poc diferent.
Els rangs per sota d'espècie explícitament permesos pel ICN són:
- subespècies - abreviació recomanada: subsp. (però "ssp." també es fa servir)
- varietas (varietat) - abreviació recomanada: var.
- subvarietas (subvarietat) - abreviació recomanada: subvar.
- forma (forma) - abreviació recomanada: f.
- subforma (subform) - abreviació recomanada: subf.

## Abreviacions per a noms infraespecífics
Com els epítets específics, els epítets infraspecífics no es poden usar aïlladament com a noms. Per tant, el nom d'una espècie particular d'Acanthocalycium és Acanthocalycium klimpelianum, el qual es pot abreviar a A. klimpelianum on el context deixa clar el gènere. L'espècie no es pot dir sols com klimpelianum. De la mateixa manera el nom d'una varietat particular d'Acanthocalycium klimpelianum és Acanthocalycium klimpelianum var. macranthum, que es pot abreviar com A. k. var. macranthum i no pas simplement com macranthum.
Quan es dona un nom amb més de tres parts no és estrictament un nom científic. ICN dona com a exemple: Saxifraga aizoon var. aizoon subvar. brevifolia f. multicaulis subf. surculosa; el nom de la subforma podria ser Saxifraga aizoon subf. surculosa.

## Diferència amb la zoologia
En la zoologia, els noms per sota de la categoria d'espècie es formen d'una manera un poc diferent, usant un trinomen o 'nom trinomial'. En zoologia només hi ha una categoria per sota del d'espècie, la subespècie.

## Plantes cultivades
La ICN no regula els noms de les plantes cultivades o cultivars de les plantes. Aquesta regulació la fa el International Code of Nomenclature for Cultivated Plants (ICNCP). Per exemple, Pinus nigra 'Arnold Sentinel' és una cultivar de l'espècie P. nigra particularment erecte i propagat vegetativament.